# Лабудово брдо
Лабудово брдо је београдско насеље које припада градској општини Раковица.
Насеље је почело да се изграђује 60-их година 20. века између насеља Видиковац и Петлово брдо. Готово сви објекти Лабудовог брда су стамбене зграде изграђене по групацијама тако да свака групација чини посебан део насеља (тзв. жуте, плаве, црвене и зелене зграде). Последњих година у експанзији је изградња објеката без адекватне урбанистичке и стилске регулативе, што знатно угрожава првобитну замисао архитеката о изгледу насеља.

## Саобраћај
Лабудово брдо се налази поред Ибарске магистрале која је основна веза са ужом територијом Београда и има добру саобраћајну инфраструктуру. Непосредно поред насеља ће у будућем периоду проћи обилазница око Београда. Кроз насеље пролази неколико линија јавног градског саобраћаја.
На Лабудовом брду постоје тачно три семафора. Пешачки тротоари су бројни и сваки од њих пролази поред или кроз густо зеленило што ствара посебну атмосферу.

## Образовање и спорт
Од образовних установа, у њему се налази предшколска установа „Лабудић“, Основна школа „14. октобар“ и Гимназија „Патријарх Павле“ као и музичка школа „Даворин Јенко“. Испред основне школе, односно гимназије се налази комплекс спортских терена величине око 15 ари.
Пре изградње стамбених објеката поред Ибарске магистрале, на њиховом месту се налазио парк „Код борића“ са головима у ком се могао упражњавати фудбал и остале физичке активности.
Од спортских клубова ту се налази КК Ликс, ФК Лабудово брдо, боћарски клуб „Ласта“, одбојкашки клуб „Либеро" i ОФК Кариоке.

## Религија
На Лабудовом брду је српски православни храм Св. Јована Крститеља, који се налази у улици Сретена Младеновића - Мике бб. Иако је сам храм на Лабудовом брду, на табли у порти храма се спомиње парохија Петлово брдо, пошто се парохија овог храма простире на оба насеља, а носи назив по већем.

## Занимљивости
На Лабудовом брду је живео Вук Драшковић, председник СПО и бивши министар иностраних послова Србије и Црне Горе и Републике Србије. Испод улице где је живео налази се пећина, највероватније некадашњи рудник.